# Dyskografia Young Bucka
Poniżej przedstawiona jest dyskografia amerykańskiego rapera Young Bucka.

## Albumy

### Studyjne
| Rok  | Tytuł                                                                                     | Pozycja na liście | Pozycja na liście | Pozycja na liście | Pozycja na liście | Pozycja na liście | Pozycja na liście | RIAA Certyfikacja |
| Rok  | Tytuł                                                                                     | U.S.              | U.S. R&B          | CAN               | SWI               | UK                | FRA               | RIAA Certyfikacja |
| ---- | ----------------------------------------------------------------------------------------- | ----------------- | ----------------- | ----------------- | ----------------- | ----------------- | ----------------- | ----------------- |
| 2004 | Straight Outta Cashville - Wydany: 24 sierpnia, 2004 - Wytwórnia: G-Unit/Interscope       | 3                 | 2                 | 1                 | 94                | 22                | 75                | Platyna           |
| 2007 | Buck the World - Wydany: 27 marca, 2007 - Wytwórnia: G-Unit Records/Interscope            | 3                 | 1                 | 7                 | 87                | –                 | 131               |                   |
| 2010 | The Rehab - Wydany: 7 września, 2010 - Wytwórnia: Real Talk Entertainment/Fontana Records | 56                | 12                | –                 | –                 | –                 | –                 |                   |

## Single

### Solo
| Rok  | Utwór                                                | Pozycja na liście | Pozycja na liście | Pozycja na liście | Album                    |
| Rok  | Utwór                                                | U.S. Hot 100      | U.S. R&B          | U.S. Rap          | Album                    |
| ---- | ---------------------------------------------------- | ----------------- | ----------------- | ----------------- | ------------------------ |
| 2004 | „Let Me In” (featuring 50 Cent)                      | 34                | 15                | 11                | Straight Outta Cashville |
| 2004 | „Shorty Wanna Ride”                                  | 17                | 8                 | 6                 | Straight Outta Cashville |
| 2004 | „Look at Me Now” (featuring Kon Artis)               | –                 | –                 | –                 | Straight Outta Cashville |
| 2006 | „I Know You Want Me” (featuring Jazze Pha)           | –                 | 67                | –                 | Buck the World           |
| 2007 | „Get Buck”                                           | 87                | 43                | 22                | Buck the World           |
| 2007 | „U Ain’t Goin’ Nowhere” (featuring LaToiya Williams) | –                 | 57                | –                 | Buck the World           |
| 2010 | „When the Rain Stops”                                | –                 | –                 | –                 | The Rehab                |
| 2010 | „Ya Betta Know It”                                   | –                 | –                 | –                 | The Rehab                |
| 2010 | „Hood Documentary”                                   | –                 | –                 | –                 | The Rehab                |

### Gościnnie
| Rok  | Utwór                                                                               | Pozycja na liście | Pozycja na liście | Pozycja na liście | Album                         |
| Rok  | Utwór                                                                               | U.S. Hot 100      | U.S. R&B          | U.S. Rap          | Album                         |
| ---- | ----------------------------------------------------------------------------------- | ----------------- | ----------------- | ----------------- | ----------------------------- |
| 2004 | „Ride Wit U” (Joe featuring G-Unit)                                                 | 56                | 22                | –                 | And Then...                   |
| 2005 | „Stay Fly” (Three 6 Mafia featuring Young Buck, Eightball & MJG)                    | 13                | 9                 | 3                 | Most Known Unknown            |
| 2005 | „I Know You Don’t Love Me” (Tony Yayo featuring 50 Cent, Young Buck, & Lloyd Banks) | –                 | 105               | –                 | Thoughts of a Predicate Felon |
| 2006 | „Give It to Me” (Mobb Deep featuring Young Buck)                                    | –                 | –                 | –                 | Blood Money                   |
| 2006 | „Money in the Bank” (Lil Scrappy featuring Young Buck)                              | 28                | 7                 | 5                 | Bred 2 Die Born 2 Live        |
| 2008 | „I Like the Way She Do It” (G-Unit featuring Young Buck)                            | 94                | 54                | 23                | T.O.S: Terminate on Sight     |
| 2008 | „Rider Pt. 2” (G-Unit featuring Young Buck)                                         | 122               | 83                | –                 | T.O.S: Terminate on Sight     |

## Występy gościnne
| Rok  | Utwór                              | Artysta                                                                  | Album                                      |  |
| ---- | ---------------------------------- | ------------------------------------------------------------------------ | ------------------------------------------ |  |
| 2000 | M.E.M.P.H.I.S.                     | Three 6 Mafia, Hypnotize Camp Posse                                      | When the Smoke Clears: Sixty 6, Sixty 1    |  |
| 2002 | Luv 2 Get High                     | B-Legit, Skip                                                            | Hard 2 B-Legit                             |  |
| 2003 | Blood Hound                        | 50 Cent                                                                  | Get Rich or Die Tryin’                     |  |
| 2003 | Throw It Up [Remix]                | Lil Jon & the East Side Boyz, Pastor Troy                                | Part II                                    |  |
| 2004 | Work Magic                         | Lloyd Banks                                                              | The Hunger for More                        |  |
| 2004 | I Luv da Hood”                     | The Game                                                                 | You Know What It Is Vol. 2                 |  |
| 2004 | O It’s On                          | Petey Pablo                                                              | Still Writing in My Diary: 2nd Entry       |  |
| 2004 | Game Over (Flip) (remix)           | Lil’ Flip, Bun B                                                         | U Gotta Feel Me                            |  |
| 2005 | Feel It in the Air                 | Tony Yayo, D-Tay                                                         |                                            |  |
| 2005 | How the Hell                       | I-20, Ludacris                                                           |                                            |  |
| 2005 | Yappin'                            | Master P                                                                 | Ghetto Bill                                |  |
| 2005 | Last of a Dying Breed              | Young Jeezy, Trick Daddy, Lil Will                                       | Let’s Get It: Thug Motivation 101          |  |
| 2005 | You Already Know                   | Lloyd Banks, 50 Cent                                                     | Get Rich or Die Tryin’                     |  |
| 2005 | I’ll Whip Ya Head Boy”             | 50 Cent                                                                  | Get Rich or Die Tryin’                     |  |
| 2006 | Undertaker                         | T.I., Young Dro                                                          | King                                       |  |
| 2006 | I’m Bad                            | Quanie Cash                                                              |                                            |  |
| 2006 | Iceman                             | Lloyd Banks, Scarface, & Eightball                                       | Rotten Apple                               |  |
| 2006 | Sleep                              | Tupac, Chamillionaire                                                    | Pac’s Life                                 |  |
| 2006 | Slow Down                          | Lyfe Jennings, Doc Black                                                 | The Phoenix                                |  |
| 2006 | Straight Up                        | Trick Daddy                                                              | Back by Thug Demand                        |  |
| 2007 | Ain’t Nothin’ Like Me              | Joe, Tony Yayo                                                           | Ain’t Nothin’ Like Me                      |  |
| 2007 | Come Around (remix)                | Collie Buddz, Tony Yayo                                                  | Collie Budz                                |  |
| 2007 | Ride or Die                        | Chauncey Black, Rah Digga                                                |                                            |  |
| 2007 | B.U.D.D.Y. (remix)                 | Musiq Soulchild, T.I.                                                    | Luvanmusiq                                 |  |
| 2007 | I Don’t Lie                        | Haystak                                                                  |                                            |  |
| 2007 | Tear It Up                         | All Star Cashville Prince                                                |                                            |  |
| 2007 | Chopped Off                        | Freeze                                                                   |                                            |  |
| 2007 | Krispy (remix)                     | Kia Shine, Swizz Beatz, Jim Jones, Slim Thug, E-40, Remy Ma, & LL Cool J | Due Season                                 |  |
| 2007 | Drank 'N' Drive                    | Ya Boy                                                                   | The Fix                                    |  |
| 2007 | 26 Inches                          | Blood Raw                                                                |                                            |  |
| 2007 | Fire                               | 50 Cent, Nicole Scherzinger                                              | Curtis                                     |  |
| 2007 | Where You From                     | E.S.G.                                                                   |                                            |  |
| 2007 | Drivin Down the Freeway            | Outlawz                                                                  |                                            |  |
| 2007 | Fed's Takin' Pictures              | DJ Drama, T.I., Young Jeezy, Rick Ross, Jim Jones & Willie the Kid       | Gangsta Grillz: The Album                  |  |
| 2007 | Talk About Me                      | DJ Drama, Lloyd Banks, Tony Yayo                                         | Gangsta Grillz: The Album                  |  |
| 2007 | God’s Plan                         | Hi-Tek, Outlawz                                                          | Hi-Teknology 3: Underground                |  |
| 2007 | You Lying (remix)                  | All Star Cashville Prince                                                |                                            |  |
| 2008 | The Mack                           | Twista, Nelly                                                            |                                            |  |
| 2008 | Babylon (Must Be Mad)              | K-Salaaam & Beatnick, Sizzla                                             |                                            |  |
| 2008 | Sukka Dukkas                       | Skatterman & Snug Brim                                                   | Word on tha Streets                        |  |
| 2008 | If I Die II Night                  | Bun B                                                                    | II Trill                                   |  |
| 2008 | Game’s Pain (remix)                | The Game, Jadakiss, Pusha T, Keyshia Cole, Bun B, Fat Joe, Queen Latifah | LAX                                        |  |
| 2008 | Dead Wrong                         | Jake One                                                                 | White Van Music                            |  |
| 2008 | Piano Man                          | G-Unit                                                                   | T.O.S: Terminate on Sight                  |  |
| 2008 | Party Ain’t Over                   | G-Unit                                                                   | T.O.S: Terminate on Sight                  |  |
| 2008 | Rider Pt. 2                        | G-Unit                                                                   | T.O.S: Terminate on Sight                  |  |
| 2008 | I Like The Way She Do It           | G-Unit                                                                   | T.O.S: Terminate on Sight                  |  |
| 2009 | Buck 'Em                           | Ca$his                                                                   | The Art of Dying                           |  |
| 2009 | Ca$h-ville                         | Ca$his, C-Bo, Outlawz & Sosa Da Plug                                     | The Art of Dying                           |  |
| 2009 | Down South Hustlaz                 | Rick Ross, Bun B, Trae, Willie D                                         | Deeper Than Rap                            |  |
| 2009 | I’m Fine                           | Colin Munroe                                                             |                                            |  |
| 2009 | Fuck What They Talkin About        | Plies                                                                    | Back On My Buck Shit                       |  |
| 2009 | Hustleman                          | West                                                                     |                                            |  |
| 2009 | Round Me                           | Drumma Boy feat. 8Ball & MJG                                             |                                            |  |
| 2009 | Ridin                              | All Star Cashville Prince                                                |                                            |  |
| 2009 | Let's Get It                       | Bigg Steele & G Malone                                                   |                                            |  |
| 2009 | Not My Self (Remix)                | Foxx                                                                     |                                            |  |
| 2009 | Go Head                            | Blood Raw                                                                |                                            |  |
| 2009 | Squashed                           | Game & Ca$his                                                            | The R.E.D. Album                           |  |
| 2009 | Shining Down (Remix)               | Lupe Fiasco & Matthew Santos                                             | Lasers                                     |  |
| 2009 | This Is For Ma                     | JimmyBoi                                                                 |                                            |  |
| 2009 | I Might Go                         | Metro & E-40                                                             |                                            |  |
| 2009 | I Do This                          | C-Thug & Dolla                                                           |                                            |  |
| 2009 | Nigga Owe Me Some (Remix)          | B.G., Lil Boosie, C-Murder, Soulja Slim, & Plies                         | Too Hood 2 Be Hollywood                    |  |
| 2009 | Trap Masters                       | Yo Gotti                                                                 | Live From The Kitchen                      |  |
| 2009 | Break Ya Back                      | Will Roush, Redman, Stat Quo & Prodigy                                   |                                            |  |
| 2009 | Dome Shotz                         | Minacci & Young Buck                                                     |                                            |  |
| 2009 | Respect My Mind                    | Young Jeezy & Slick Pulla                                                |                                            |  |
| 2009 | Fuck You                           | Outlawz                                                                  |                                            |  |
| 2009 | Don't Wait Up                      | Wil Louchi                                                               |                                            |  |
| 2009 | Soldier Of Love (Remix)            | Sade                                                                     | Soldier of Love                            |  |
| 2009 | Gang Injunction                    | JT the Bigga Figga                                                       |                                            |  |
| 2010 | Whitney & Bobby                    | JayTon, Rick Ross & Trae the Truth                                       | Got It By Tha Ton                          |  |
| 2010 | I Done It All                      | V12 MOBB & Blood Raw                                                     |                                            |  |
| 2010 | Have a Drink With Me               | Fluid Outrage                                                            |                                            |  |
| 2010 | Make Em Mad                        | J-Luciano                                                                | Make Em Mad                                |  |
| 2010 | Stop Playin Wit Me Remix           | Young Jeezy & Boo Rossini                                                |                                            |  |
| 2010 | Lego                               | J. Futuristic                                                            | Mr. Futuristic 2 (Da Return Of Mr. Miyagi) |  |
| 2010 | So Many                            | D Eazy & Crooked I                                                       | Street Lingo                               |  |
| 2010 | You Need To Stop                   | Jay Jizzle                                                               | Marijuana Inc                              |  |
| 2010 | On One                             | Lil’ Murda & Cruna                                                       | Nieznany                                   |  |
| 2010 | Issues                             | Playaz Circle                                                            | Nieznany                                   |  |
| 2010 | Feda Real                          | Jayo                                                                     | Coast 2 Coast (Hosted By: Wale)            |  |
| 2010 | Business Man                       | Boo Rossini                                                              | A One Da Loud Pack                         |  |
| 2010 | Callin' My Name                    | C-Bo                                                                     | Nieznany                                   |  |
| 2010 | Get To The Money                   | C-Bo                                                                     | Nieznany                                   |  |
| 2010 | Zone Money (Remix)                 | Cj Platinumn & Young Ralph                                               | Nieznany                                   |  |
| 2010 | Back Door Boomin'                  | Fluid Outrage                                                            | Nieznany                                   |  |
| 2010 | Sittin' High                       | Fluid Outrage, Diablo, & Foul Play                                       | Nieznany                                   |  |
| 2010 | I Don’t Wanna Know How Broke Feels | Fluid Outrage                                                            | Nieznany                                   |  |
| 2010 | American Dream                     | Stix Izza                                                                | Bridge To Jupiter                          |  |
| 2010 | Broke Bitch                        | CUB                                                                      | Da Coke Up Boss                            |  |
| 2010 | Out Da Way                         | Brotha Lynch Hung                                                        | Nieznany                                   |  |
| 2010 | How I Live                         | Untouchables                                                             | Nieznany                                   |  |
| 2010 | I Keep Flyin’                      | Kayon Stacks                                                             | Nieznany                                   |  |
| 2010 | Sell Out Everything                | DJ Freddy Fred, Murphy Lee & Gunplay                                     | Nieznany                                   |  |
| 2010 | Seen It All                        | Outlawz                                                                  | Killuminati 2K10                           |  |

## Mixtape’y
- 2006–2008: G-Unit Radio Series
- 2006: Best Of G-Unit Radio (Young Buck Edition)
- 2006: Chornic 2006
- 2006: Case Dismissed
- 2006: Welcome To The Trap House
- 2007: Clean Up Man
- 2008: Rumors
- 2008: Laugh Now Cry Later (Z: The Game)
- 2008: Based On A True Story (Z: All Star)
- 2008: Cashville Take Over (Z: Cashville Records)
- 2008: King Of The Trap
- 2008: Buck The Law
- 2009: Still Ten-A-Key
- 2009: Back For The Streets
- 2009: Back On My Buck Shit
- 2009: Only God Can Judge Me
- 2010: 601 To The 615 (Z: Boo Rossini)
- 2010: Buck To The Furture
- 2010: Back On My Buck Shit (Part 2)